# Lista președinților Statelor Unite ale Americii după vârsta avută la preluarea funcției
Aceasta listă prezintă vârsta pe care au avut-o președinții SUA în momentul preluării funcției și nu a alegerii ca președinți.  Pentru președinții Statelor Unite ale Americii care au fost în oficiu de două sau de mai multe ori consecutiv, vârsta dată este cea a preluării funcției pentru prima dată.

Puteți sorta lista crescător sau descrescător (coloana Poziția), sau după numărul de ordine la președinție (ultima coloană).
| Poziția | Președinte              | Ani | Luni | Zile | Perioada mandatului                  | Nr. |
| ------- | ----------------------- | --- | ---- | ---- | ------------------------------------ | --- |
| 1       | Donald Trump            | 78  | 7    | 6    | 20 ianuarie 2025 - prezent           | 47  |
| 2       | Joe Biden               | 78  | 2    | 0    | 20 ianuarie 2021 - 20 ianuarie 2025  | 46  |
| 3       | Donald Trump            | 70  | 7    | 6    | 20 ianuarie 2017 - 20 ianuarie 2021  | 45  |
| 4       | Ronald Reagan           | 69  | 11   | 14   | 20 ianuarie 1981 - 20 ianuarie 1989  | 40  |
| 5       | William H. Harrison     | 68  | 0    | 23   | 4 martie 1841 - 4 aprilie 1841       | 9   |
| 6       | James Buchanan          | 65  | 10   | 9    | 4 martie 1857 - 4 martie 1861        | 15  |
| 7       | George H. W. Bush       | 64  | 7    | 8    | 20 ianuarie 1989 - 20 ianuarie 1993  | 41  |
| 8       | Zachary Taylor          | 64  | 3    | 8    | 4 martie 1849 - 9 iulie 1850         | 12  |
| 9       | Dwight D. Eisenhower    | 62  | 3    | 6    | 20 ianuarie 1953 - 20 ianuarie 1961  | 34  |
| 10      | Andrew Jackson          | 61  | 11   | 17   | 4 martie 1829 - 4 martie 1837        | 7   |
| 11      | John Adams              | 61  | 4    | 4    | 4 martie 1797 - 4 martie 1801        | 2   |
| 12      | Gerald Ford             | 61  | 0    | 26   | 9 august 1974 - 20 ianuarie 1977     | 38  |
| 13      | Harry S. Truman         | 60  | 11   | 4    | 12 aprilie 1945 - 20 ianuarie 1953   | 33  |
| 14      | James Monroe            | 58  | 10   | 4    | 4 martie 1817 - 4 martie 1825        | 5   |
| 15      | James Madison           | 57  | 11   | 16   | 4 martie 1809 - 4 martie 1817        | 4   |
| 16      | Thomas Jefferson        | 57  | 10   | 19   | 4 martie 1801 - 4 martie 1809        | 3   |
| 17      | John Quincy Adams       | 57  | 7    | 21   | 4 martie 1825 - 4 martie 1829        | 6   |
| 18      | George Washington       | 57  | 2    | 8    | 30 aprilie 1789 - 4 martie 1797      | 1   |
| 19      | Andrew Johnson          | 56  | 3    | 17   | 15 aprilie 1865 - 4 martie 1869      | 17  |
| 20      | Woodrow Wilson          | 56  | 2    | 4    | 4 martie 1913 - 4 martie 1921        | 28  |
| 21      | Richard Nixon           | 56  | 0    | 11   | 20 ianuarie 1969 - 9 august 1974     | 37  |
| 22      | Grover Cleveland        | 55  | 11   | 14   | 4 martie 1893 - 4 martie 1897        | 24  |
| 23      | Benjamin Harrison       | 55  | 6    | 12   | 4 martie 1889 - 4 martie 1893        | 23  |
| 24      | Warren Gamaliel Harding | 55  | 4    | 2    | 4 martie 1921 - 2 august 1923        | 29  |
| 25      | Lyndon B. Johnson       | 55  | 2    | 26   | 22 noiembrie 1963 - 20 ianuarie 1969 | 36  |
| 26      | Herbert Hoover          | 54  | 6    | 22   | 4 martie 1929 - 4 martie 1933        | 31  |
| 27      | George W. Bush          | 54  | 6    | 14   | 20 ianuarie 2001 - 20 ianuarie 2009  | 43  |
| 28      | Rutherford B. Hayes     | 54  | 5    | 0    | 4 martie 1877 - 4 martie 1881        | 19  |
| 29      | Martin Van Buren        | 54  | 2    | 27   | 4 martie 1837 - 4 martie 1841        | 8   |
| 30      | William McKinley        | 54  | 1    | 4    | 4 martie 1897 - 14 septembrie 1901   | 25  |
| 31      | Jimmy Carter            | 52  | 3    | 19   | 20 ianuarie 1977 - 20 ianuarie 1981  | 39  |
| 32      | Abraham Lincoln         | 52  | 0    | 20   | 4 martie 1861 - 15 aprilie 1865      | 16  |
| 33      | Chester A. Arthur       | 51  | 11   | 14   | 19 septembrie 1881 - 4 martie 1885   | 21  |
| 34      | William H. Taft         | 51  | 5    | 17   | 4 martie 1909 - 4 martie 1913        | 27  |
| 35      | Franklin D. Roosevelt   | 51  | 1    | 4    | 4 martie 1933 - 12 aprilie 1945      | 32  |
| 36      | Calvin Coolidge         | 51  | 0    | 29   | 2 august 1923 - 4 martie 1929        | 30  |
| 37      | John Tyler              | 51  | 0    | 6    | 4 aprilie 1841 - 4 martie 1845       | 10  |
| 38      | Millard Fillmore        | 50  | 6    | 2    | 9 iulie 1850 - 4 martie 1853         | 13  |
| 39      | James K. Polk           | 49  | 4    | 2    | 4 martie 1845 - 4 martie 1849        | 11  |
| 40      | James Abram Garfield    | 49  | 3    | 13   | 4 martie 1881 - 19 septembrie 1881   | 20  |
| 41      | Franklin Pierce         | 48  | 3    | 9    | 4 martie 1853 - 4 martie 1857        | 14  |
| 42      | Grover Cleveland        | 47  | 11   | 14   | 4 martie 1885 - 4 martie 1889        | 22  |
| 43      | Barack Obama            | 47  | 5    | 16   | 20 ianuarie 2009 - 20 ianuarie 2017  | 44  |
| 44      | Ulysses S. Grant        | 46  | 10   | 5    | 4 martie 1869 - 4 martie 1877        | 18  |
| 45      | Bill Clinton            | 46  | 5    | 1    | 20 ianuarie 1993 - 20 ianuarie 2001  | 42  |
| 46      | John F. Kennedy         | 43  | 7    | 22   | 20 ianuarie 1961 - 22 noiembrie 1963 | 35  |
| 47      | Theodore Roosevelt      | 42  | 10   | 18   | 14 septembrie 1901 - 4 martie 1909   | 26  |
| Poziția | Președinte              | Ani | Luni | Zile | Perioada mandatului                  | Nr. |

1. ↑  Conform ordinii cronologice de preluare a funcției
2. 1 2  Pentru că Donald Trump a avut două mandate neconsecutive, vârsta lui este prezentată pentru fiecare dintre cele două mandate.
3. 1 2  Pentru că Grover Cleveland a fost în funcție două mandate neconsecutive, vârsta lui este prezentată pentru fiecare dintre cele două mandate.

- Din punct de vedere cronologic, recordurile au evoluat astfel:

1. Recordul de bătrânețe:
  1. 1789, George Washington, 57 de ani, 2 luni, 8 zile;
  2. 1797, John Adams, 61 de ani, 4 luni, 4 zile;
  3. 1829, Andrew Jackson, 61 de ani, 11 luni, 17 zile;
  4. 1841, William H. Harrison, 68 de ani, 0 luni, 23 de zile;
  5. 1981, Ronald Reagan, 69 de ani, 11 luni, 14 zile;
  6. 2017, Donald Trump, 70 de ani, 7 luni, 6 zile;
  7. 2021, Joe Biden, 78 de ani, 2 luni, 0 zile;
  8. 2025, Donald Trump, 78 de ani, 7 luni, 6 zile.
2. Recordul de tinerețe:
  1. 1789, George Washington, 57 de ani, 2 luni, 8 zile;
  2. 1837, Martin Van Buren, 54 de ani, 2 luni, 27 de zile;
  3. 1841, John Tyler, 51 de ani, 0 luni, 6 zile;
  4. 1845, James K. Polk, 49 de ani, 4 luni, 2 zile;
  5. 1853, Franklin Pierce, 48 de ani, 3 luni, 9 zile;
  6. 1869, Ulysses S. Grant, 46 de ani, 10 luni, 5 zile;
  7. 1901, Theodore Roosevelt, 42 de ani, 10 luni, 18 zile.

- Media de vârstă la preluarea funcției este de 56 de ani, 5 luni și 12 de zile, situându-se undeva între pozițiile 18 și 19 (Washington și A. Johnson).
  - Primii șapte președinți s-au situat mult peste această medie (toți au fost instalați în funcție la peste 57 de ani).
  - Trei dintre ultimii cinci președinți s-au situat sub această medie, dar ultimii doi - Joe Biden și Donald Trump - au stabilit noi recorduri de „bătrânețe”.